# Anna Kowalczyk (polityk)
Anna Kowalczyk (ur. 20 listopada 1938 w Rabie Niżnej) – polska polityk, posłanka na Sejm PRL IX kadencji.

## Życiorys
W latach 1967–1976 była sołtysem w Rabie Niżnej. W 1976 skończyła Technikum Ekonomiczne dla Pracujących w Limanowej, później pracowała w Zakładzie Zaopatrzenia i Gospodarki Materiałowej w Olszówce, następnie w Spółdzielni Kółek Rolniczych w Mszanie Dolnej jako starszy specjalista ds. rozliczeń.
W 1967 wstąpiła do Zjednoczonego Stronnictwa Ludowego. Była wiceprezesem koła tej partii, zasiadała także w jej Wojewódzkim Komitecie w Nowym Sączu. Była członkinią prezydium Rady Wojewódzkiej Patriotycznego Ruchu Odrodzenia Narodowego. W latach 1985–1989 pełniła mandat posłanki na Sejm PRL IX kadencji w okręgu Nowy Sącz z ramienia ZSL, zasiadając w Komisji Planu Gospodarczego, Budżetu i Finansów oraz w Komisji Polityki Społecznej, Zdrowia i Kultury Fizycznej. Ponadto przewodnicząca Koła Gospodyń Wiejskich i sekretarz rady sołeckiej.
Otrzymała Medal 40-lecia Polski Ludowej.